# 漢長陵
汉长陵是中国汉朝高祖皇帝刘邦及其皇后吕雉同茔异穴的合葬陵园，位于陕西省咸阳市渭城区正阳镇毛厐村。又称“长山”、“长陵山”，陵园平面呈方形。南北长885米，东西宽816米。高祖陵位于西侧，吕后陵居东南，间距约280米。两陵形制略同，皆呈覆斗形。高祖陵底部东西长153米，南北宽135米；顶部东西长55米，南北宽35米；高32.8米。其北为陵邑。陵园东有陪葬墓63座，为萧何、曹参、周勃、戚夫人等。
近年长陵频遭盗扰。媒体报道的至少有2001年、2005年两次。
1965年长陵的一座陪葬墓中出土了3000余件彩绘兵马俑。

汉长陵国保碑